# Direitos LGBT em Timor-Leste
Pessoas lésbicas, gays, bissexuais e transexuais (LGBT) em Timor-Leste enfrentam desafios legais não enfrentados por residentes não LGBT. A atividade sexual entre homens e mulheres do mesmo sexo é legal em Timor-Leste, mas os casais do mesmo sexo e os agregados familiares chefiados por casais do mesmo sexo não são elegíveis para as mesmas proteções legais disponíveis para casais do sexo oposto.
Timor-Leste e as Filipinas são considerados líderes em direitos humanos no Sudeste Asiático, incluindo os direitos LGBT, embora nenhuma proteção legal para cidadãos LGBT tenha sido transformada em lei ainda. Em 2011, o país assinou a "declaração conjunta sobre o fim dos atos de violência e das violações dos direitos humanos com base na orientação sexual e identidade de gênero" na Organização das Nações Unidas (ONU), condenando a violência e a discriminação contra as pessoas LGBT. Em julho de 2017, apenas 15 anos após a independência, a primeira marcha do orgulho LGBT nacional foi realizada com o apoio do Governo timorense. Entre os participantes da marcha do orgulho estavam cidadãos LGBT, freiras, ministros religiosos, povos tribais, estudantes e funcionários do governo. O evento tem sido realizado anualmente desde então.

## Lei sobre atividade sexual entre pessoas do mesmo sexo
A atividade sexual entre pessoas do mesmo sexo é legal, desde 1975. A idade de consentimento é 14 anos, independentemente da orientação sexual ou sexo.

## Reconhecimento de relacionamentos entre pessoas do mesmo sexo
Não existe reconhecimento legal das uniões do mesmo sexo em Timor-Leste.

## Proteções contra discriminação
Não existe proteção legal baseada na orientação sexual ou na identidade de gênero. Havia uma cláusula contra a discriminação com base na orientação sexual incluída no projeto original da Constituição timorense, mas foi rejeitada por 52 dos 88 deputados antes da Constituição entrar em vigor, em 2002.
No entanto, desde 2009, o preconceito com base na orientação sexual tem sido considerado uma circunstância agravante no caso de crimes (juntamente com a etnia, o gênero, a religião, a deficiência, etc).
Em abril de 2019, o ministro timorense da Reforma Legislativa e dos Assuntos Parlamentares apelou ao fim da discriminação contra as pessoas LGBT, dizendo: "As leis bárbaras e o tratamento discriminatório dos grupos marginalizados têm de acabar". Além disso, em resposta às alegações feitas no Parlamento Nacional por dois deputados, anunciou que iria solicitar um inquérito oficial sobre alegações de maus-tratos a pacientes deficientes e LGBT no hospital nacional de Díli.

## Condições de vida
A Igreja Católica tem forte influência no país e foi a principal oponente à cláusula constitucional para proteger as pessoas LGBT da discriminação. Em 2002, quando a cláusula foi discutida no Parlamento Nacional, um proeminente político cristão argumentou que não havia homossexuais em Timor-Leste e chamou a homossexualidade de uma "doença". No entanto, nos últimos anos, muitos indivíduos LGBT também encontraram apoio dentro da Igreja Católica. Embora a Igreja não tenha assumido uma posição oficial em apoio aos direitos LGBT, muitas congregações envolveram-se para apoiar a comunidade. Uma freira católica se ofereceu para oficializar a Parada do Orgulho LGBT de 2017 com uma oração.
A discriminação e a violência por parte dos familiares e da sociedade em geral continuam a afetar as pessoas LGBT. Uma pesquisa de 2017, com 57 jovens mulheres lésbicas e bissexuais, bem como homens transexuais, de coautoria da ativista Bella Galhos, descobriu que 86 por cento dos entrevistados haviam sofrido violência física e psicológica, incluindo violência doméstica, casamentos forçados e tentativas de mudança por parte de familiares de sua orientação sexual ou identidade de gênero.

## Advocacia e ativismo

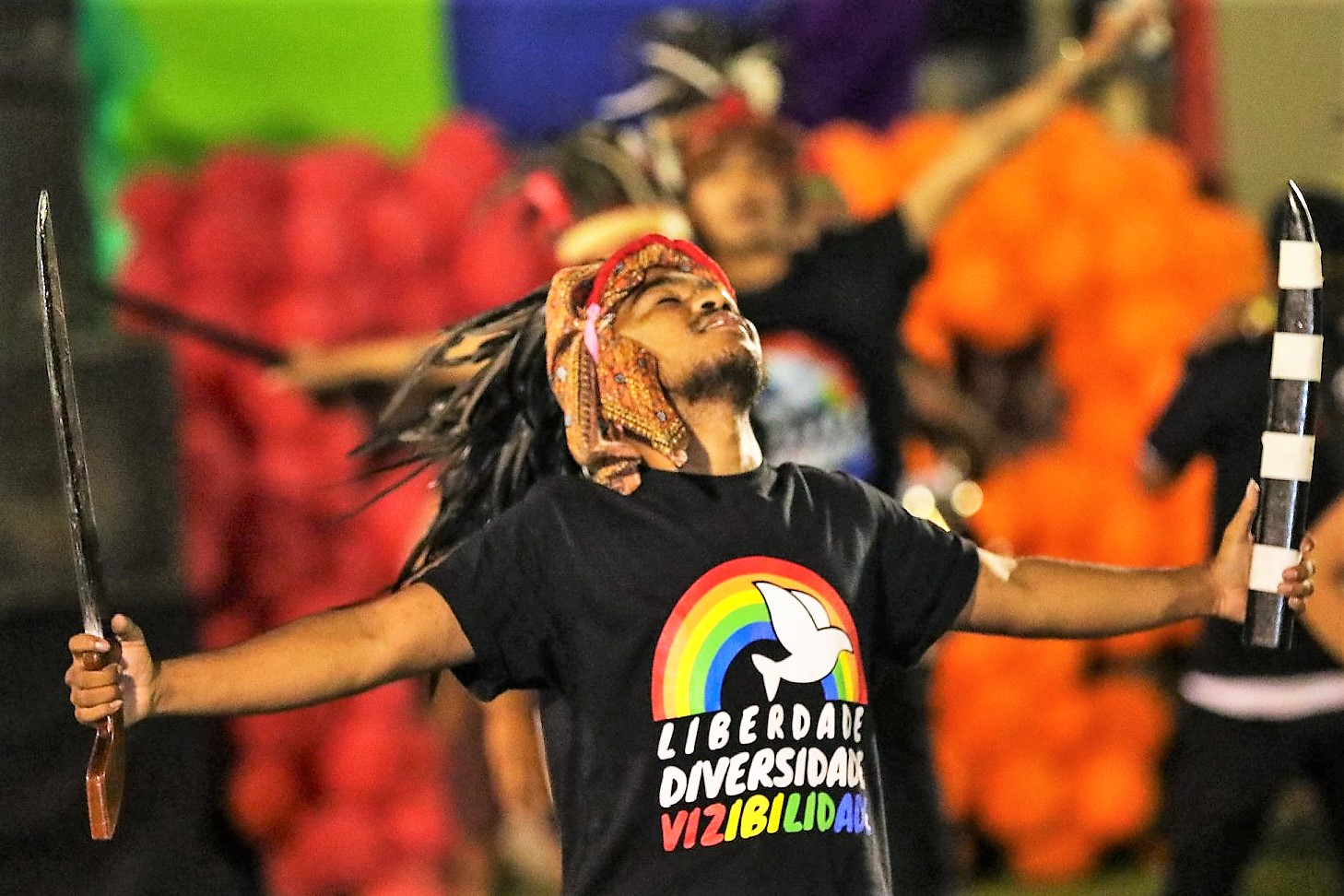
Marcha do Orgulho LGBT 2019, em Díli.

Os grupos de defesa LGBT em Timor-Leste incluem: Hatutan, CODIVA (Coalition on Diversity and Action, Coligação para a Diversidade e Ação) e Arco Iris.
Em 29 de junho de 2017, a primeira parada do orgulho LGBT em Timor-Leste aconteceu na capital, Díli, com alegadamente 500 pessoas presentes. Uma freira católica falou no início do evento. Na mesma semana, o primeiro-ministro Rui Maria de Araújo declarou que "a discriminação, o desrespeito e o abuso contra as pessoas devido à sua orientação sexual ou identidade de género não proporcionam qualquer benefício à nossa nação" e que "cada pessoa tem o potencial de contribuir para o desenvolvimento da nossa nação, incluindo a comunidade LGBTQ", tornando-se assim o primeiro líder do Sudeste Asiático a apoiar publicamente os direitos LGBT.
Os ativistas continuam a falar regularmente sobre a violência contra as pessoas LGBT. Em abril de 2018, a organização LGBT timorense Hatutan lançou um documentário sobre a aceitação de pessoas LGBT nas suas famílias, intitulado "Dalan ba Simu Malu", em Tétum (lit.  "O Caminho para a Aceitação"). O lançamento contou com a presença do ex-presidente e ex-primeiro-ministro Xanana Gusmão e de representantes de diversas embaixadas e organizações.
A segunda parada do orgulho foi realizada em 20 de julho de 2018, também em Díli. Participaram cerca de 1 500 pessoas, o triplo do ano anterior. O evento começou com a exibição do referido documentário "Dalan ba Simu Malu", e seguiu-se com uma marcha liderada por uma banda local que tocou canções tradicionais da resistência timorense.
A terceira parada do orgulho foi realizada em 12 de julho de 2019, novamente na capital Díli. Cerca de 3 000 pessoas participaram, o dobro do ano anterior e seis vezes o número de pessoas que participaram do primeiro evento, em 2017. A ministra da Solidariedade Social e Inclusão, Armanda Berta dos Santos, apoiou o evento. O presidente Francisco Guterres divulgou uma declaração de apoio ao evento, escrevendo "Sou um presidente para todas as pessoas! Respeito a todos! O respeito e o amor nos unem como família, como comunidade, como povo. Peço a todos que vejam a diversidade como a nossa nação. Riqueza. Juntos fortalecemos o poder e o conhecimento coletivo. Juntos lutamos por uma sociedade mais justa. Juntos construímos uma Nação repleta de respeito e amor a todos." O atual presidente apoia os direitos LGBT básicos, como o casamento civil entre pessoas do mesmo sexo.

## Relatórios de Direitos Humanos

### Relatório do Departamento de Estado dos Estados Unidos de 2017
Em 2017, o Departamento de Estado dos Estados Unidos (DoS) relatou o seguinte, relativamente à situação dos direitos LGBT em Timor-Leste:
- Atos de violência, discriminação e outros abusos baseados na orientação sexual e na identidade de gênero: "A Constituição e a lei são omissas sobre as relações entre pessoas do mesmo sexo e outras questões de orientação sexual e identidade de gênero. O Gabinete do Provedor dos Direitos Humanos e Justiça (PDHJ) trabalhou com a organização da sociedade civil CODIVA (Coligação para a Diversidade e Ação) para aumentar conscientização da comunidade de lésbicas, gays, bissexuais, transgêneros e intersexuais (LGBTI) sobre os processos disponíveis para reclamações de direitos humanos. Embora o abuso físico em público ou por autoridades públicas fosse incomum, as pessoas LGBTI eram frequentemente abusadas verbalmente e discriminadas em alguns serviços públicos, incluindo centros médicos. A CODIVA observou que os membros transexuais da comunidade eram particularmente vulneráveis ao assédio e à discriminação. Um estudo de novembro realizado para a "Rede Feto", uma rede nacional de defesa das mulheres, com mulheres lésbicas e bissexuais e homens transexuais, em Díli e em Bobonaro, documentou o uso, por membros da família, de estupro corretivo, abuso físico e psicológico, ostracismo, discriminação e marginalização contra indivíduos LGBTI. O acesso à educação foi limitado para algumas pessoas LGBTI que foram retiradas da casa da família ou que temiam abusos na escola. Os estudantes transexuais eram mais propensos a sofrer bullying e abandonar a escola no nível secundário. Em junho, membros da sociedade civil organizaram a primeira Marcha do Orgulho de Timor-Leste, em Díli. A marcha contou com a participação de estudantes, ativistas e um representante do Gabinete do primeiro-ministro. Então, o primeiro-ministro Rui Maria de Araújo se reuniu com organizações LGBTI e pediu a aceitação de indivíduos LGBTI em suas contas oficiais do Facebook e Twitter."[26]
- Discriminação em relação ao emprego e à ocupação: "Não existe proteção específica contra a discriminação com base na orientação sexual"[26]

## Tabela de resumo
| Certo                                                                                                | Situação legal |
| --- | -------------- |
| Atividade sexual entre pessoas do mesmo sexo é legal                                                 | (desde 1975)   |
| Igualdade de idade de consentimento (14 anos)                                                        | (desde 1975)   |
| Leis antidiscriminação apenas no emprego                                                             | Não            |
| Leis antidiscriminação no fornecimento de bens e serviços                                            | Não            |
| Leis antidiscriminação em todas as outras áreas (incluindo discriminação indireta, discurso de ódio) | Não            |
| As leis contra crimes de ódio incluem orientação sexual                                              | (desde 2009)   |
| Casamento entre pessoas do mesmo sexo                                                                | Não            |
| Reconhecimento de casais do mesmo sexo                                                               | Não            |
| Adoção de enteados por casais do mesmo sexo                                                          | Não            |
| Adoção conjunta por casais do mesmo sexo                                                             | Não            |
| Pessoas LGBT autorizadas a servir abertamente nas forças armadas                                     |                |
| Direito de mudar de gênero legal                                                                     | Não            |
| Acesso à fertilização in vitro para lésbicas                                                         | Não            |
| Barriga de aluguel comercial para casais gays                                                        | Não            |
| HSH autorizados a doar sangue                                                                        | Não            |